# Halálozások 1976-ban
Ez a szócikk az 1976-os évben elhunyt nevezetes személyeket sorolja fel.

## December
| Dátum        | Név                | Foglalkozás / tisztség                                                           | Kor | Forrás |
| ------------ | ------------------ | -------------------------------------------------------------------------------- | --- | ------ |
| december 15. | Grégoire Kayibanda | ruandai politikus, miniszterelnök (1961–1962), az ország első elnöke (1962–1973) | 052 |        |
| december 4.  | Benjamin Britten   | angol zeneszerző, karmester, zongorista, Aldeburgh bárója                        | 063 |        |

## November
| Dátum        | Név              | Foglalkozás / tisztség                                                    | Kor | Forrás |
| ------------ | ---------------- | ------------------------------------------------------------------------- | --- | ------ |
| november 23. | André Malraux    | francia regényíró, művészetteoretikus, kulturális miniszter               | 075 |        |
| november 22. | Valentin Vaala   | finn filmrendező                                                          | 067 | [ 1 ]  |
| november 15. | Jean Gabin       | francia színész                                                           | 072 |        |
| november 12. | Mihail Gurevics  | szovjet gépészmérnök, repülőgép-tervező (MiG)                             | 083 |        |
| november 12. | Walter Piston    | amerikai klasszikus zeneszerző, zeneteoretikus, egyetemi oktató (Harvard) | 082 |        |
| november 11. | Alexander Calder | amerikai képzőművész, szobrász                                            | 078 |        |

## Október
| Dátum       | Név           | Foglalkozás / tisztség     | Kor | Forrás |
| ----------- | ------------- | -------------------------- | --- | ------ |
| október 15. | Carlo Gambino | olasz-amerikai maffiavezér | 074 |        |

## Szeptember
| Dátum         | Név         | Foglalkozás / tisztség                                                       | Kor | Forrás |
| ------------- | ----------- | ---------------------------------------------------------------------------- | --- | ------ |
| szeptember 9. | Mao Ce-tung | kínai forradalmár, költő, kommunista politikus, Kína első elnöke (1949–1976) | 082 |        |

## Augusztus
| Dátum | Név | Foglalkozás / tisztség | Kor | Forrás |
| ----- | --- | ---------------------- | --- | ------ |

## Július
| Dátum | Név | Foglalkozás / tisztség | Kor | Forrás |
| ----- | --- | ---------------------- | --- | ------ |

## Június
| Dátum      | Név               | Foglalkozás / tisztség                                                    | Kor | Forrás |
| ---------- | ----------------- | ------------------------------------------------------------------------- | --- | ------ |
| június 25. | Johnny Mercer     | amerikai zeneszerző, dalszövegíró, énekes                                 | 066 |        |
| június 10. | Adolf Zukor       | magyar származású hollywoodi filmproducer, a Paramount Pictures alapítója | 103 |        |
| június 6.  | Jean Paul Getty   | amerikai üzletember, olajmágnás, milliárdos                               | 083 |        |
| június 4.  | Latinovits Zoltán | Jászai Mari-, Balázs Béla- és posztumusz Kossuth-díjas színész            | 044 |        |

## Május
| Dátum     | Név              | Foglalkozás / tisztség                            | Kor | Forrás |
| --------- | ---------------- | ------------------------------------------------- | --- | ------ |
| május 26. | Martin Heidegger | német idealista filozófus, teológus, pszichológus | 086 |        |

## Április
| Dátum       | Név           | Foglalkozás / tisztség                                         | Kor | Forrás |
| ----------- | ------------- | -------------------------------------------------------------- | --- | ------ |
| április 26. | Sid James     | dél-afrikai színész, komikus (Folytassa...-filmek)             | 062 |        |
| április 17. | Henrik Dam    | Nobel-díjas dán biokémikus, a K-vitamin felfedezője            | 081 |        |
| április 5.  | Howard Hughes | amerikai filmproducer, filmrendező, mérnök, pilóta, milliárdos | 070 |        |

## Március
| Dátum       | Név                | Foglalkozás / tisztség                                   | Kor | Forrás |
| ----------- | ------------------ | -------------------------------------------------------- | --- | ------ |
| március 24. | Bernard Montgomery | angol katonatiszt, első és második világháborús tábornok | 088 |        |

## Február
| Dátum      | Név               | Foglalkozás / tisztség                                           | Kor | Forrás |
| ---------- | ----------------- | ---------------------------------------------------------------- | --- | ------ |
| február 1. | Werner Heisenberg | Nobel-díjas német fizikus, a kvantummechanika egyik megalapítója | 074 |        |

## Január
| Dátum      | Név             | Foglalkozás / tisztség                                              | Kor | Forrás |
| ---------- | --------------- | ------------------------------------------------------------------- | --- | ------ |
| január 23. | Paul Robeson    | afroamerikai színész, énekes, ügyvéd, aktivista                     | 077 |        |
| január 12. | Agatha Christie | angol írónő, krimiszerző (Poirot, Miss Marple)                      | 085 |        |
| január 8.  | Csou En-laj     | kínai politikus, a Kínai Népköztársaság miniszterelnöke (1949–1976) | 077 |        |